# SN 2005ey
SN 2005ey – supernowa typu Ia odkryta 3 września 2005 roku w galaktyce A021705+0016. W momencie odkrycia miała maksymalną jasność 20,90m.